# Amalia Kahana-Carmon
Amalia Kahana-Carmon (n. 18 octombrie 1926, Ein Harod⁠(d), Districtul de Nord, Israel – d. 16 ianuarie 2019, Tel Aviv, Israel) a fost o scriitoare ebraică din Israel, reprezentantă a modernității  în literatura israeliană, cărțile și povestirile  ei centrându-se pe viața interioară a personajelor feminine, pe lumea fanteziilor și pasiunilor lor.

## Familia și copilăria
S-a născut în kibuțul Ein Harod ca fiica cea mare dintre cele două fetițe ale soților Haim Kahana și Sara (născută Krispin). Tatăl ei, Haim Kahana, unul din urmașii fondatorului hasidismului, Israel Baal Shem Tov, era un pionier agricol din cadrul așa numitei "a doua aliya" în Palestina. El a emigrat în 1912 din Ucraina devenind sionist sub influența cărților "Dragostea Sionului" și "Păcatul Samariei" ale scriitorului ebraic Avraham Mapu.  Haim Kahana a participat la punerea temeliilor așezării colective Kineret, a fost instructor al luptătorilor evrei la Tel Hai și unul din întemeietorii kibuțului Ein Harod. Soția lui și mama scriitoarei, Sara, a fost învățătoare, o femeie cultă, iubitoare de operă,  care a venit din Bulgaria în 1921 și s-a perfecționat în agricultură, inclusiv apicultură, la școala agricolă a lui Hanna Meizels.
Amalia și-a petrecut copilăria la Tel Aviv. A fost elevă la școlile elementare Shalva și Tel Nordau din Tel Aviv. Liceul l-a urmat apoi la  gimnaziul ebraic Herzliya din oraș.

## Tinerețea și studiile superioare
Amalia Kahana a luat parte la Războiul de Independență al Israelului ca telegrafistă într-o brigadă a Palmahului (unități de elită ale Haganei) care a participat la luptele din Negev. În această calitate a trimis faimoasa telegramă care anunța cucerirea poziției Um Rashrash, astăzi portul Eilat la Marea Roșie.
După război a studiat  filologia ebraică și științe biblice la Universitatea Ebraică  din Ierusalim. În 1964  a obținut, cu diplomă de merit, titlul de master în biblioteconomie la această universitate. A mai urmat un curs extern de istoria  artei din partea Universității Londra.
În anii 1960 a lucrat la biblioteca Universității Tel Aviv.
A conferențiat ca scriitoare-oaspete la universitățile din Tel Aviv și Oxford și a predat scriere creativă la Universitatea Deschisă și în alte ateliere de creație (Biblioteca municipală Beit Ariela din Tel Aviv, etc.) 
A fost activă în Pen-clubul israelian, în asociația scriitorilor, în comisii ale Ministerului Învățămantului și ale primăriei Tel Aviv,  în domeniul cultural, al bibliotecilor etc.
Stilul ei narativ și subiectul cărților ei a fost dat drept pildă pentru așa zisa „proză feminină” din țara ei, noțiune rămasă controversată în rândurile criticilor.
Prima ei culegere de nuvele „Sub un singur acoperiș” în 1966 a fost primită cu entuziasm.
De atunci scriitoarea a publicat romane, nuvele, povestiri scurte și eseuri.

## Distincții
- Premiul Brenner - 1985
- Premiul Newman - 1990
- Premiul Bialik - 1994
- Premiul Akum - al asociației creatorilor - 1995
- Premiul Președintelui statului - 1997
- Premiul Israel pentru literatură, premiul de stat al țării - 2000
- Doctor Honoris Causa al Universității Tel Aviv - 2006
- În anul 2007 culegerea ei de nuvele "Sub un singur acoperiș” a fost aleasă între cele mai însemnate zece cărți publicate de la întemeierea Statului Israel.

## Opere
- Sub un singur acoperiș (nuvele și povestiri), ed. Hakibbutz Hameuchad, 1966 [Bikhfifá ahat]
- Luna în Valea Ayalon (roman și povestiri), ed. Hakibbutz Hameuchad, 1971 [Veyareah beèmek Ayalon]
- O piesă pentru scenă, în genul Marelui Stil" (monodramă), ed. Siman Kriah, 1975 [Keta labamá, betáam hasignon hagadol]
- Câmpuri magnetice  (nuvelă și povestiri), ed. Hakibbutz Hameuchad, 1977 [Sadot magnetiyim]
- Mize mari, (povestiri), Siman Kriah, 1980 [Himurim gvohim]
- Sus pe Montifer (nuvela și povestiri), ed. Hakibbutz Hameuchad/ Siman Kriah, 1984 [Lemála BeMontifer]
- Am însoțit-o acasă (roman), ed. Hakibbutz Hameuchad/Siman Kriah, 1991 [Liviti otá baderekh leveitá]
- Vom locui aici (nuvele), ed. Hakibbutz Hameuchad/Siman Kriah, 1996 [Kan nagur]